# Schneit
Schneit (westallgäuerisch: Schnoit) ist ein Gemeindeteil der Gemeinde Grünenbach im bayerisch-schwäbischen Landkreis Lindau (Bodensee).

## Geografie
Die Einöde liegt circa zwei Kilometer nordwestlich des Hauptorts Grünenbach und zählt zur Region Westallgäu.

## Ortsname
Der Ortsname stammt vom mittelhochdeutschen Wort sneite ab, das für einen durch den Wald gehauenen Weg steht.

## Geschichte
Westlich des heutigen Orts soll sich ein Geländeeinschnitt der ehemaligen Römerstraße Kempten–Bregenz befinden. Der Ort Schneit wurde erstmals im Jahr 1782 mit Martin Linkens Gut Hinter der Schneid urkundlich erwähnt. Im Jahr 1973 wurde in Schneit eine AWO-Fachklinik für alkoholabhängige Männer eröffnet.